# 让-路易·阿雷尔
让-路易·阿雷尔（法語：Jean-Louis Harel，1965年9月9日—），法国男子自行车运动员。他曾代表法国参加1992年夏季奥林匹克运动会自行车比赛，获得男子团体计时赛铜牌。